# Труновський Володимир Юрійович
Володимир Юрійович Труновський — український військовослужбовець, полковник Збройних сил України. Лицар ордена Богдана Хмельницького III ступеня (2007).

## Життєпис
Проходив службу на посадах командира мотострилецького взводу1990-1992,роти 1992-1994,начальника штабу мотострилецького батальйону 1994-1995 , заступника начальника штабу кулеметно-артилерійського полку,1995-1996 ,начальником розвідки (1996—1999) та командиром механізованого батальйону (1999—2001) 7-го механізованого полку; заступником командира 181-го танкового полку (2001—2002) 24-ї механізованої дивізії.[джерело?]
У 2004 році після закінчення Національної академії оборони України перебував на посаді начальника штабу 24-ї окремої механізованої бригади.
Був командиром 300-го окремого механізованого полку та 24-ї окремої механізованої бригади (2007—2010), 2011 року закінчив факультет підготовки фахівців оперативно-стратегічного рівня Національного університету оборони України.
Станом на 2013 рік — начальник тилу командування Сухопутних військ Збройних сил України.

## Нагороди
- ордена Богдана Хмельницького III ступеня (4 грудня 2007) — за вагомий особистий внесок у зміцнення обороноздатності і безпеки України, зразкове виконання військового обов'язку, високий професіоналізм та з нагоди 16-ї річниці Збройних Сил України[3].